# Francesco Moraglia
Francesco Moraglia (Genova, 25 maggio 1953) è un patriarca cattolico italiano, dal 31 gennaio 2012 48º patriarca di Venezia.

## Biografia
Nasce a Genova, città capoluogo di provincia e sede arcivescovile, il 25 maggio 1953. Il padre Enrico, deceduto il 19 febbraio 2012, era un avvocato genovese; la madre Elena Cazzaniga, deceduta il 19 gennaio 2021, originaria di Villasanta in Brianza, laureata in lettere all'Università Cattolica, ha lasciato l'insegnamento in una scuola superiore per dedicarsi ai suoi quattro figli.
Diciassettenne e studente liceale, è uno degli "angeli del fango" durante l'alluvione di Genova del 7 ottobre 1970: trascorre insieme a tanti suoi coetanei più settimane a spalare fango nelle zone alluvionate della città.

### Formazione e ministero sacerdotale
Frequenta il seminario arcivescovile di Genova.
Il 29 giugno 1977 è ordinato presbitero, a Genova, dal cardinale Giuseppe Siri.
Nel biennio 1977-1979 svolge le funzioni di educatore e accompagnatore dei teologi (III-IV-V teologia) presso il Seminario arcivescovile maggiore.
Nel 1979 viene nominato viceparroco in una parrocchia del centro città, carica che mantiene fino al 1988.
Conseguita la licenza presso la Pontificia Università Urbaniana in Roma, dal 1979 insegna Teologia dogmatica presso la sezione di Genova della Facoltà teologica dell'Italia settentrionale. Nel 1981 consegue il dottorato in Teologia dogmatica sempre presso la Pontificia Università Urbaniana. Dal 1986 insegna Teologia dogmatica fondamentale e Teologia sacramentaria presso l'Istituto superiore di Scienze religiose ligure, istituto di cui è preside dal 1º dicembre 1994 al 2007. Nel 1989 assume anche l'incarico di docente di Cristologia, Antropologia e Sacramentaria presso la sezione di Genova della Facoltà teologica dell'Italia settentrionale.
Nel 1995 viene eletto presidente della Commissione diocesana per i problemi pastorali dei movimenti religiosi alternativi e delle sette, mentre nel 1996 è nominato direttore dell'Ufficio diocesano per la Cultura e l'Università.
Dal 2003 è consultore della Congregazione per il clero.
Dal 2004 al 2007 è stato canonico effettivo del capitolo della cattedrale di San Lorenzo, nominato dal cardinale arcivescovo Tarcisio Bertone.

### Ministero episcopale

#### Vescovo della Spezia-Sarzana-Brugnato

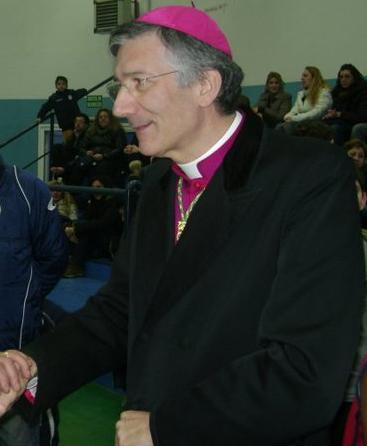
Francesco Moraglia, vescovo di La Spezia-Sarzana-Brugnato, a un incontro

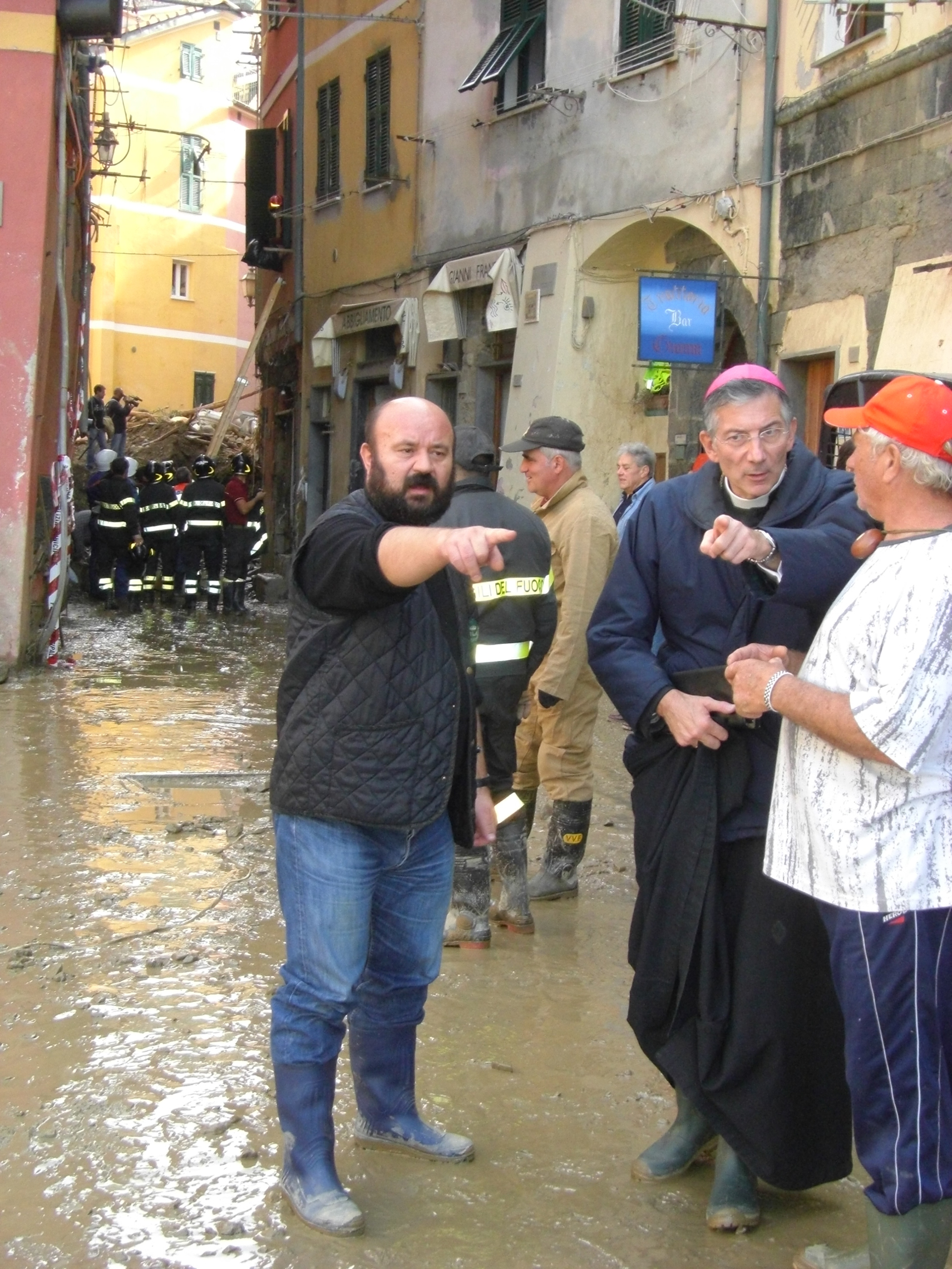
A Monterosso durante l'alluvione mentre sono in atto le operazioni di soccorso alla popolazione (ottobre 2011)

Il 6 dicembre 2007 papa Benedetto XVI lo nomina vescovo della Spezia-Sarzana-Brugnato; succede a Bassano Staffieri, ritiratosi per raggiunti limiti di età.
Il 3 febbraio 2008 riceve l'ordinazione episcopale, nella cattedrale di Genova, dal cardinale Angelo Bagnasco, arcivescovo di Genova, co-consacranti l'arcivescovo Mauro Piacenza, segretario della Congregazione per il clero (poi cardinale) e il suo predecessore Bassano Staffieri.
Il 1º marzo seguente prende possesso della diocesi.
Nel 2008 inaugura la pratica dei pellegrinaggi mariani diocesani del primo sabato del mese. La tradizione è stata da lui esplicitamente riferita alla prescrizione del primo dei Segreti di Fátima, di dedicare il primo sabato alla Comunione riparatrice. Il 10 gennaio 2010 indice la visita pastorale, mentre tra il 23 e il 24 aprile dello stesso anno presiede la due giorni diocesana sulla sfida educativa.
Dal 23 aprile 2010 al 2013 è stato presidente del consiglio di amministrazione della Fondazione "Comunicazione e Cultura" della Conferenza Episcopale Italiana, da cui dipende anche TV2000.
Nell'ottobre 2011, nei giorni dell'alluvione dello Spezzino e della Lunigiana, annulla ogni impegno in agenda e percorre personalmente tutte le zone alluvionate. Chiude temporaneamente il Seminario vescovile di Sarzana e invia i seminaristi ad aiutare le popolazioni colpite dalla grave calamità.
Nel 2012 istituisce l'adorazione perpetua nella cappella del Crocifisso nella chiesa di Santa Maria alla Spezia.

#### Patriarca di Venezia

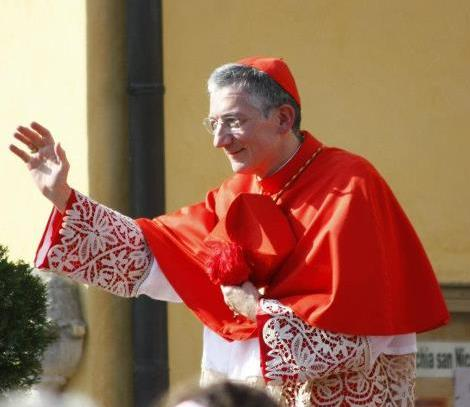
Nel giorno dell'ingresso nel patriarcato (25 marzo 2012)

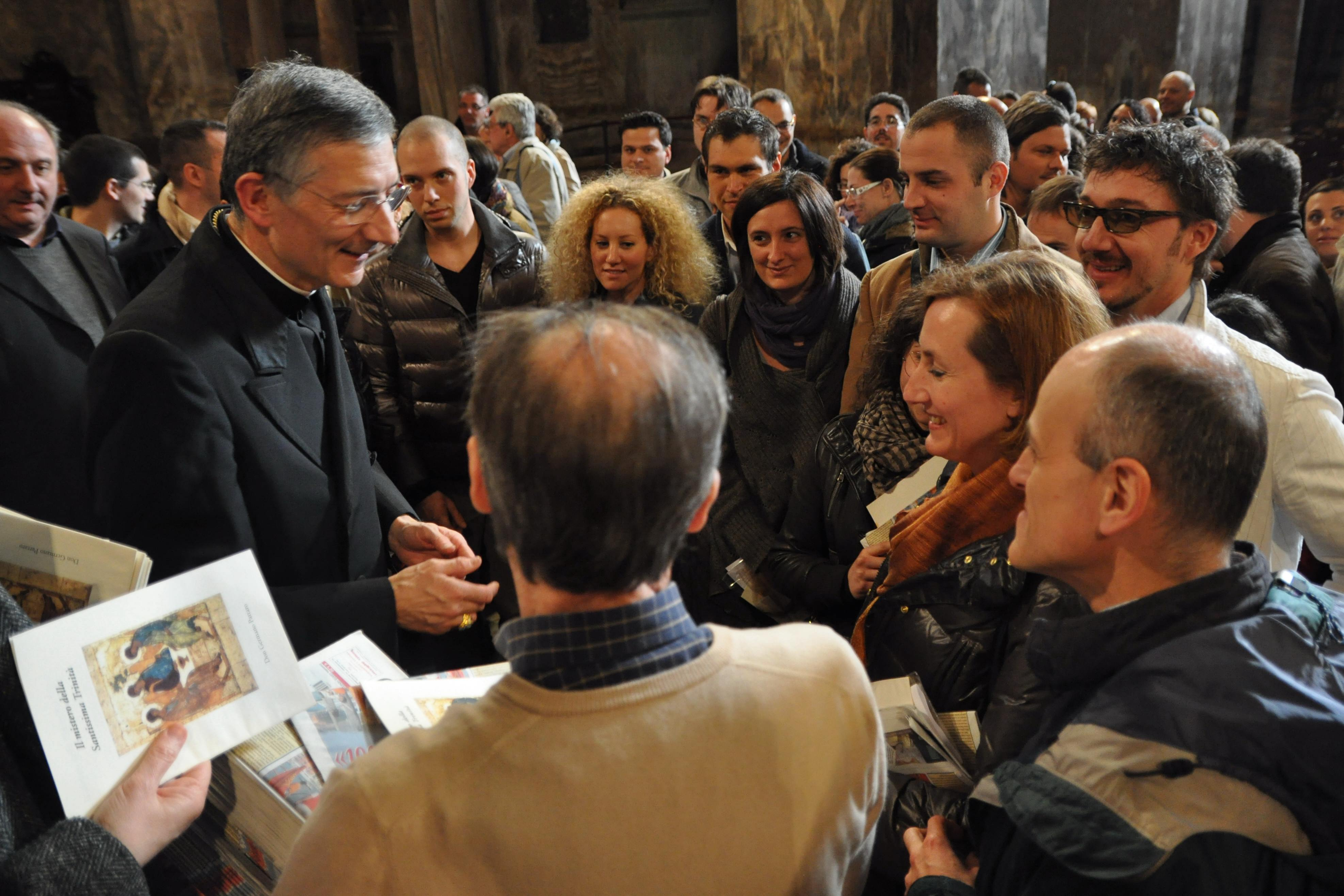
Incontro con i fidanzati e i giovani sposi (1º aprile 2012)

Il 31 gennaio 2012 è nominato da papa Benedetto XVI patriarca di Venezia; succede al cardinale Angelo Scola, precedentemente nominato arcivescovo metropolita di Milano. L'11 marzo si congeda dalla diocesi della Spezia-Sarzana-Brugnato e il 25 marzo prende possesso del patriarcato, nella basilica di San Marco.
Con il titolo patriarcale assume l'ufficio di metropolita della provincia ecclesiastica di Venezia, l'ufficio di gran cancelliere della Facoltà di diritto canonico "San Pio X" di Venezia, e il titolo onorifico di primate della Dalmazia. È il primo genovese a sedere sul seggio di San Lorenzo Giustiniani. Dal 29 maggio 2012 è presidente della Conferenza episcopale triveneta; di conseguenza è gran cancelliere della Facoltà teologica del Triveneto che ha sede a Padova. La riconferma nell'incarico di presidente della Conferenza episcopale regionale nei due successivi mandati (il 16 maggio 2017 e il 10 maggio 2022) è «frutto di un appoggio ampio da parte dei vescovi al Patriarca che negli anni ha condotto i lavori della Cet all'insegna della comunione e del confronto continuo per un cammino insieme dei 15 Vescovi del Triveneto».
Il 29 giugno 2012 riceve dal papa il pallio di metropolita nella basilica di San Pietro in Vaticano.
Il 18 settembre seguente è nominato padre sinodale della XIII assemblea generale ordinaria del Sinodo dei Vescovi su "La nuova evangelizzazione per la trasmissione della fede cristiana".
Stile sobrio sia per quel che riguarda la sua persona sia per i costi amministrativi della diocesi per i quali opera un loro forte contenimento, dismettendo nella primavera del 2013 la sede diocesana di calle degli Albanesi e ridimensionando in modo radicale, nel luglio 2014, la Fondazione Marcianum istituita dal suo predecessore Angelo Scola, prima chiede «un urgente esame di coscienza» alla città e alla Chiesa di Venezia, poi chiude ogni rapporto tra la fondazione Marcianum e il Consorzio Venezia Nuova, la società coinvolta nello scandalo del Mose, infine riduce drasticamente l'attività del Marcianum dopo aver avuto l'approvazione della Segreteria di Stato e quindi l'avallo di papa Francesco ricollocando con un posto di lavoro stabile e definitivo i dipendenti in imprese del territorio veneziano. Nel quadro di questo ridimensionamento il 15 dicembre 2015 la casa editrice Marcianum Press viene ceduta alla Edizioni Studium di Roma (fondata nel 1927 da Giovanni Battista Montini).
Instaura presto la pratica delle "visite feriali" a ciascuna delle 128 parrocchie della diocesi lagunare che inizia la settimana successiva al suo ingresso e completa nel dicembre 2014, celebrando la messa e incontrando i fedeli nella quotidianità dei giorni infrasettimanali. Istituisce, come già alla Spezia, la pratica dei pellegrinaggi mariani diocesani del primo sabato del mese. Il 26 ottobre 2013 avvia la missione degli evangelizzatori di strada dando a ottanta ragazzi il mandato di raggiungere le sacche di maggiore degrado della diocesi.
Dedica particolare cura pastorale a favore dei soggetti in condizione di maggiore fragilità, sia personale (giovani, carcerati, donne vittime di violenza) sia legata alla crisi economica che segna profondamente il territorio diocesano e potenzia le strutture della Caritas, realizzando anche una mensa-dormitorio a Marghera, intitolata a papa Francesco ed inaugurata il 5 febbraio 2014 dal segretario di Stato Pietro Parolin.
Il 17 maggio 2014 celebra il funerale del patriarca emerito Marco Cé che aveva seguito durante la malattia e a cui aveva impartito l'assoluzione plenaria la sera prima della morte.
Il 12 aprile 2015 istituisce, come aveva fatto alla Spezia, l'adorazione eucaristica perpetua presso la chiesa di San Silvestro.
Nel 2016 riorganizza il patriarcato, dando vita alle nuove 40 "collaborazioni pastorali" in cui si suddividono le 128 parrocchie presenti sul territorio, chiamando tutte le comunità a mettere insieme le forze e ad aiutarsi secondo un criterio di vicinanza geografica. Infatti, il 18 marzo 2016, durante la messa crismale del Giovedì Santo, presenta e consegna ai sacerdoti del patriarcato la lettera pastorale Se la Chiesa non assume i sentimenti di Gesù: in essa raccoglie e rilancia la riflessione che ha impegnato il patriarcato per quattro anni sul tema della "collaborazione pastorale", cioè "un'alleanza pastorale fra comunità parrocchiali" allo scopo di salvaguardare e potenziare gli ambiti vitali dell'azione pastorale e di intraprendere nuove strade per rispondere alle esigenze nuove e inedite.

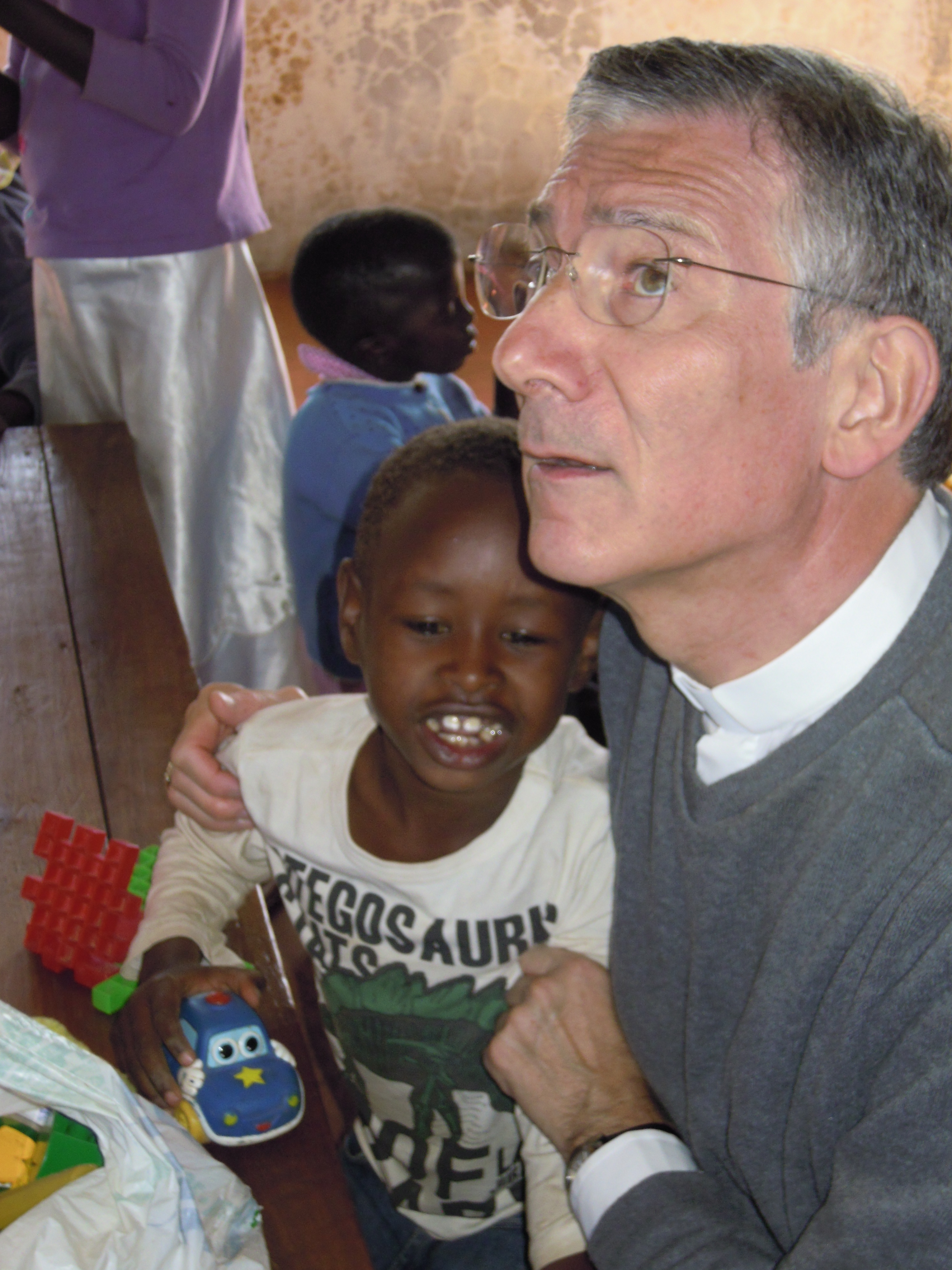
In visita pastorale nella missione ad Ol Moran, in Kenya, nella parrocchia di San Marco retta dal patriarcato di Venezia (4 luglio 2015)

Il 13 aprile 2017, durante la messa crismale del Giovedì Santo, presenta e consegna ai sacerdoti del patriarcato la lettera pastorale Incontro al Risorto, con la quale annuncia la prima visita pastorale, che prenderà il via nell'autunno 2017 (rimarrà sospesa nei due anni della pandemia) e terminerà nel marzo del 2025, e fa presente la necessità di «ricentrare tutto sull'essenziale del Vangelo» e rilevando che «il nostro tempo si caratterizza per una realtà ecclesiale più leggera e meno legata alle strutture», anche attraverso una «saggia perequazione» tra le comunità e che la visita pastorale potrebbe beneficamente provocare. Invita, quindi, a proseguire il rinnovamento della Chiesa veneziana attraverso comunità sempre più missionarie, in comunione e "in uscita".
Ai temi sociali dedica le sue quattro lettere pastorali: So in chi ho posto la mia fede (14 ottobre 2012), La fede cristiana in un contesto di secolarizzazione diffusa (2 febbraio 2013), Invito alla dottrina sociale della Chiesa (1º maggio 2013), Famiglia e città degli uomini. Società, lavoro e bene comune (15 ottobre 2013).
A seguito dell'inondazione dell'acqua alta, evento designato con il nome di "Acqua Granda", che ha colpito Venezia nella notte tra il 12 e il 13 novembre 2019, è presente nelle calli e nei campielli della città e nelle isole di Murano, Burano e Torcello, per visitare la gente colpita dall'eccezionale marea e apre il seminario per ospitare chi ne abbia bisogno e potenzia le strutture Caritas presenti sul territorio. Chiede per Venezia uno statuto speciale che ne riconosca la sua unicità e la sua realtà fragile e fa presente come sia necessario ripensare la città, ridotta a 65 000 abitanti, che si sta spopolando e sul cui piccolo spazio incidono più di 28 milioni di turisti l'anno, favorendo la residenzialità, le giovani coppie, i bambini e gli anziani. In una lettera aperta ringrazia i tantissimi giovani che in quei giorni drammatici sono confluiti spontaneamente nella città e hanno aiutato le persone in difficoltà, attribuendo loro il nome di "Angeli dell'acqua alta" e ricorda come anche lui da studente a Genova, nell'alluvione del 1970 spalò il fango nella sua città.
II 13 febbraio 2023 viene reso noto che papa Francesco lo ha nominato membro del Dicastero per la cultura e l'educazione, istituito in occasione della riforma della Curia romana realizzata nel 2022.

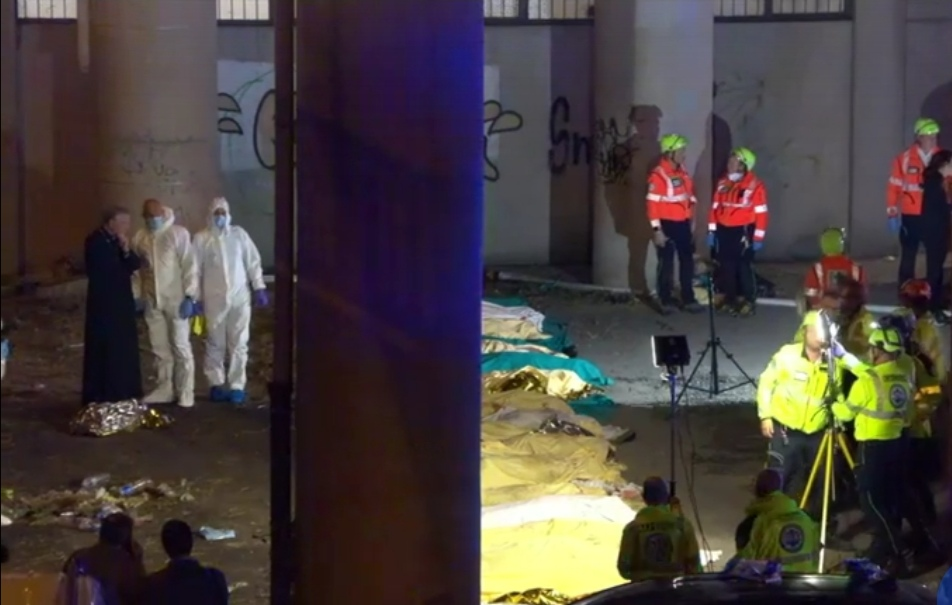
Davanti alle 21 vittime dell'autobus precipitato dal cavalcavia superiore di via della libertà a Mestre (3 ottobre 2023)

La notte del 3 ottobre 2023 è presente raccolto in preghiera davanti alle salme delle 21 vittime, cui dà la benedizione, tra cui due bambini, disposte sotto il cavalcavia superiore di Via della Libertà di Mestre, luogo della tragedia dell'autobus precipitato per 15 metri dal viadotto. Alle domande di quel doloroso momento risponde che «di fronte al dolore non c'è mai una risposta immediata. Il pensiero va alla precarietà della vita umana, nonostante le conquiste e le nostre presunte sicurezze… Non c'è algoritmo capace di elaborare una risposta. Dinanzi al dolore non ci sono risposte esaustive: proprio per questo, come credenti, ci apriamo all'oltre di Dio… La fede ci aiuta a riscoprire il senso del limite, inteso come cifra del nostro essere creaturale, e ci rende consapevoli della precarietà e della fragilità che appartengono alla nostra condizione umana».
Il 28 aprile 2024 accoglie papa Francesco a Venezia in occasione della visita alla Biennale e al Carcere femminile nell'isola della Giudecca; è accanto al pontefice durante gli incontri con i giovani e la celebrazione della Messa in piazza san Marco. In quell'occasione comunica al papa che, come segno duraturo e concreto della sua visita, la Chiesa di Venezia ha messo a disposizioni di soggetti fragili, in particolare donne che cercano il reinserimento sociale dopo la detenzione, otto mini alloggi, denominati "Casa Betlemme", per un'accoglienza prolungata fino a due anni, realizzati in spazi ristrutturati all'interno della Casa della Carità, ex Convento delle Muneghette, intitolata a San Giuseppe, situata nel centro storico di Venezia.
Il successivo 13 novembre 2024, inaugura la sezione Casa Betlemme, promessa al Papa, in quell'occasione fa presente che la Casa della Carità San Giuseppe è stata creata perché "si è avvertita la necessità di costruire un luogo che fosse un vero grembo generativo della Carità per la Chiesa diocesana, non solo per offrire soccorso e aiuto ma anche per far crescere una scuola della carità, soprattutto per i nostri giovani". Nella Casa della Carità realizzata e aperta tre anni prima, il 12 giugno 2021, in periodo di pandemia Covid 19, e divenuta in poco tempo una cittadella della solidarietà, si trovano già: otto mini alloggi, denominati "Casa Bakita", per periodi brevi di soggiorno di ex detenute che vengono ospitate nell'emergenza; la mensa dei poveri Betania; il Centro d'ascolto della Caritas; il Consultorio Santa Maria Mater Domini; le Conferenze della San Vincenzo de Paoli; una foresteria per accogliere giovani interessati a un'esperienza di formazione e di servizio nella struttura al fianco dei volontari o nelle carceri della città; un laboratorio per la produzione di particole, da usare nelle celebrazioni eucaristiche delle parrocchie, dove lavorano persone fragili svantaggiate.

## Posizioni teologiche, morali, sociali e su temi politici

### Mondo del lavoro

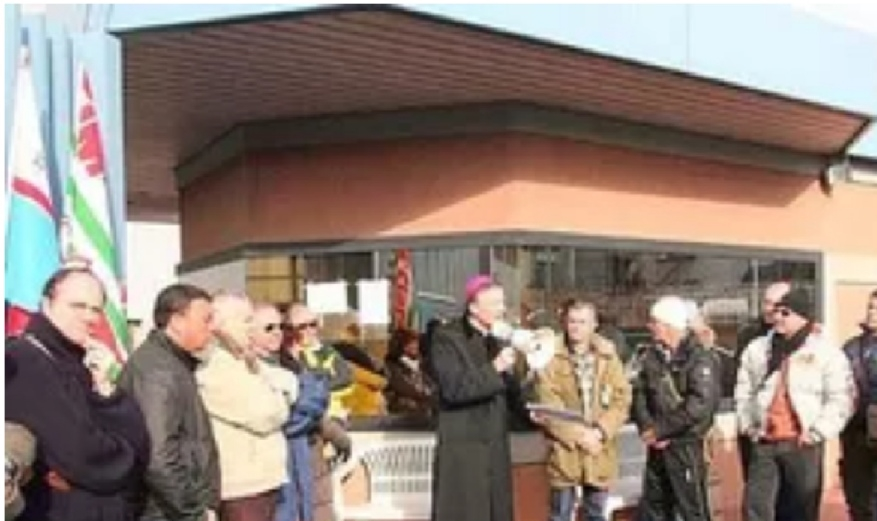
A Spezia, con gli operai licenziati ai cancelli della fabbrica della Sp.el. ex San Giorgio (16 gennaio 2009)

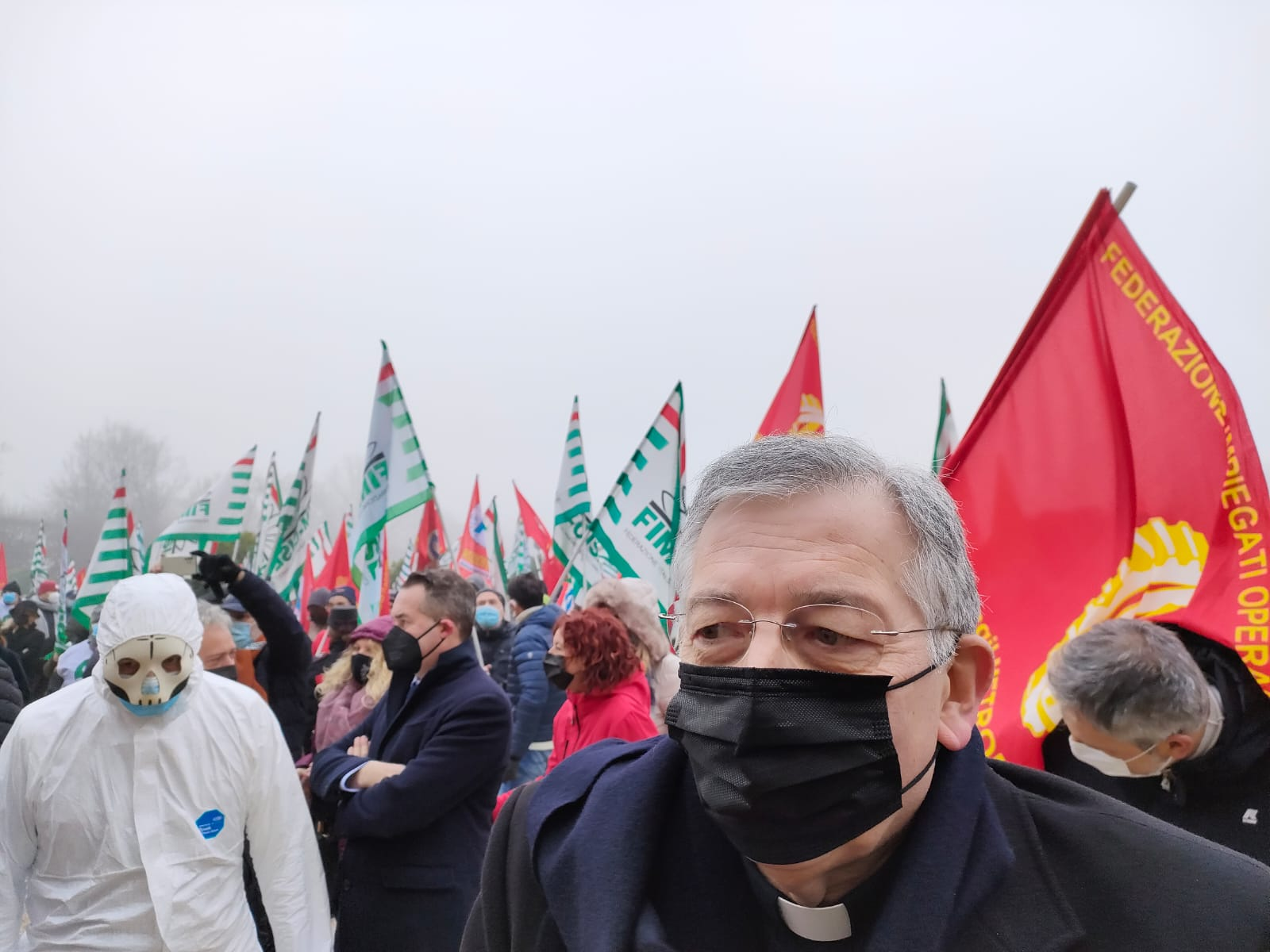
A Villa Farsetti di Santa Maria di Sala, con gli operai di Speedline alla manifestazione promossa da Fim-Cisl e Fiom Cgil (19 dicembre 2021)

Durante il suo episcopato in terra ligure, prende più volte posizione in favore degli operai, interessandosi personalmente della situazione dei disoccupati dell'ex fabbrica di elettrodomestici San Giorgio. Il segretario generale della Fiom Cgil della Spezia ha affermato che "Mons. Moraglia si mosse veramente, in maniera concreta, giocando un ruolo importante".
Il 5 giugno 2013 guida il pellegrinaggio a Roma di un gruppo di lavoratori e imprenditori presentando nell'occasione a papa Francesco le difficoltà economiche vissute nelle imprese venete. Nella stessa occasione annuncia al pontefice l'imminente apertura, a Marghera, di una mensa e un dormitorio della Caritas diocesana, inaugurata poi il 5 febbraio successivo dal segretario di Stato Pietro Parolin.
Il 17 dicembre 2013 a Porto Marghera sottolinea l'importanza del lavoro per la realizzazione della persona e la costruzione della famiglia.
Denuncia in più occasioni la piaga delle morti sul lavoro facendo presente che «nel 2021 in Veneto sono morti 105 lavoratori, il 22% in più dell'anno precedente» e che «la sicurezza sul lavoro non è un costo ma un investimento che fa crescere la stima fra i lavoratori e imprenditori e crea quel clima differente nella nostra società». Ritiene che «il compito del sindacato sia essenziale e rappresenti un modo specifico di vivere il bene comune e che la giustizia sociale inizi dal modo del lavoro».
Nel dicembre 2021, come patriarca di Venezia e presidente della Conferenza episcopale del Triveneto, insieme ai vescovi delle altre diocesi interessate (Treviso, Padova e Chioggia), accoglie la richiesta dei sindacati Fim-Cisl e Fiom Cgil, garantendo sostegno e partecipazione alla vicenda drammatica dei lavoratori della Speedline di Santa Maria di Sala, la cui casa madre svizzera, Ronal, intende chiudere i siti produttivi entro il 2022 per delocalizzarli in Polonia, incontrandosi con le organizzazioni sindacali, le autorità e rappresentanti degli enti locali territoriali per svolgere un'azione comune volta a costruire una seria proposta, condivisa e sostenibile, che dia futuro e prospettive, al fine di risolvere la vertenza che tocca, compreso l'indotto, 750 lavoratori e lavoratrici con le loro famiglie. Nel gennaio 2022 la proprietà Rolan decide di mantenere in attività lo stabilimento Speedline.

### Coppie di fatto
Tra la fine del 2010 e l'inizio del 2011 si spende contro il riconoscimento delle coppie di fatto nel nuovo Statuto comunale di La Spezia e l'istituzione del registro dei testamenti biologici da parte dello stesso comune. Il nuovo Statuto comunale, tuttavia, riconoscerà "l'esistenza di altre forme di convivenza", tutelandole "nei limiti previsti dall'ordinamento giuridico".

### Rapporti ecumenici e interreligiosi
Instaura rapporti di amicizia e di stima con la comunità ebraica e con quella musulmana, con le confessioni cristiane protestanti presenti a Venezia, con il patriarcato ecumenico di Costantinopoli e la comunità ortodossa presente a Mestre dell'arcidiocesi ortodossa d'Italia e Malta. Il 15 gennaio 2015 visita il ghetto di Venezia accompagnato dal nuovo rabbino capo Scialom Bahbout.
Il 18 gennaio 2015 è invitato a tenere la predicazione nella chiesa valdese e metodista, prima volta in cui un patriarca di Venezia compie tale gesto.
Il 16 novembre 2018 incontra il patriarca ecumenico di Costantinopoli Bartolomeo; i due pregano assieme nella cripta di San Marco davanti alle spoglie dell'evangelista. Il 10 giugno 2020 riceve dall'arcivescovo Gennadios Zervós, metropolita dell'arcidiocesi ortodossa d'Italia e Malta, una lettera di "sincero e fraterno" ringraziamento e gratitudine per la sua vicinanza alla comunità della parrocchia ortodossa di Mestre afflitta da un evento doloroso che ha colpito la famiglia del suo parroco padre Anatolie Birca.
Il 4 ottobre 2019 a Marghera, al teatro Aurora, con un evento interreligioso celebra, insieme all'Imam delle Comunità Islamiche veneziane Hammad Mahamed, gli 800 anni dall'incontro di san Francesco con il sultano d'Egitto, consegnando alla città il documento sulla fratellanza umana per la pace mondiale e la convivenza comune sottoscritto a febbraio 2019 ad Abu Dhabi da papa Francesco e dal Grande Imam di al-Azhar, Aḥmad al-Ṭayyeb. Il 4 febbraio 2020, a un anno dall'evento di Abu Dhabi, i due si incontrano nuovamente a Marghera per dialogare sul tema "Cittadini e fratelli, un'amicizia possibile". Il Patriarca e l'Imam hanno per la prima volta nella storia visitato uno il luogo di culto dell'altro, dialogato con i fedeli delle rispettive comunità e infine mangiato insieme sulle tavole preparate nel Centro Islamico di Marghera per la cena offerta ai fedeli cattolici dalla comunità musulmana.
Come patriarca della città che da più di tre secoli ospita l'abbazia madre della Congregazione armena mechitarista, nell'ottobre 2020 manifesta sentimenti di particolare vicinanza al popolo armeno per il dramma del conflitto in Caucaso, definendolo «un popolo, il cui destino sembra quello di una particolare vocazione al martirio, antichissimo custode della fede nel Risorto, così profondamente segnato dalla Croce nella sua stessa esistenza da risultarne crocifisso esso stesso con Cristo, in ondate ricorrenti e continue di sofferenze che nei secoli si sono su di esso abbattute» ed invita pastori e fedeli veneziani a rivolgere le loro preghiere affinché sia ristabilita con giustizia la pace nel Caucaso.

### Immigrazione
Interviene a più riprese sulla questione dell'immigrazione: il 7 gennaio 2013 rende noto l'invito della Conferenza episcopale del Triveneto, rappresentativa di 15 diocesi, di riconoscere che l'accoglienza degli stranieri è un dovere e invitando la politica a prendere misure atte a favorire l'integrazione e a riconoscere la cittadinanza italiana ai figli degli immigrati.
Il 16 novembre 2017 in una situazione di emergenza, per evitare che la tensione crescente degenerasse in scontro, offre ospitalità presso le parrocchie della diocesi a oltre 200 migranti che avevano abbandonato per protesta un centro di accoglienza, invitando alla responsabilità di tutti di fronte a «diritti che confliggono». A seguito di ciò, attivisti di Forza Nuova espongono nottetempo striscioni offensivi. Il patriarca riceve dal cardinale Gualtiero Bassetti, presidente della CEI, la sua solidarietà personale e quella di tutta la Conferenza Episcopale Italiana. Riceve anche attestazioni di stima da realtà ecclesiali, autorità ed istituzioni cittadine, associazioni ed organizzazioni economiche e sindacali.

### Attività antimafia

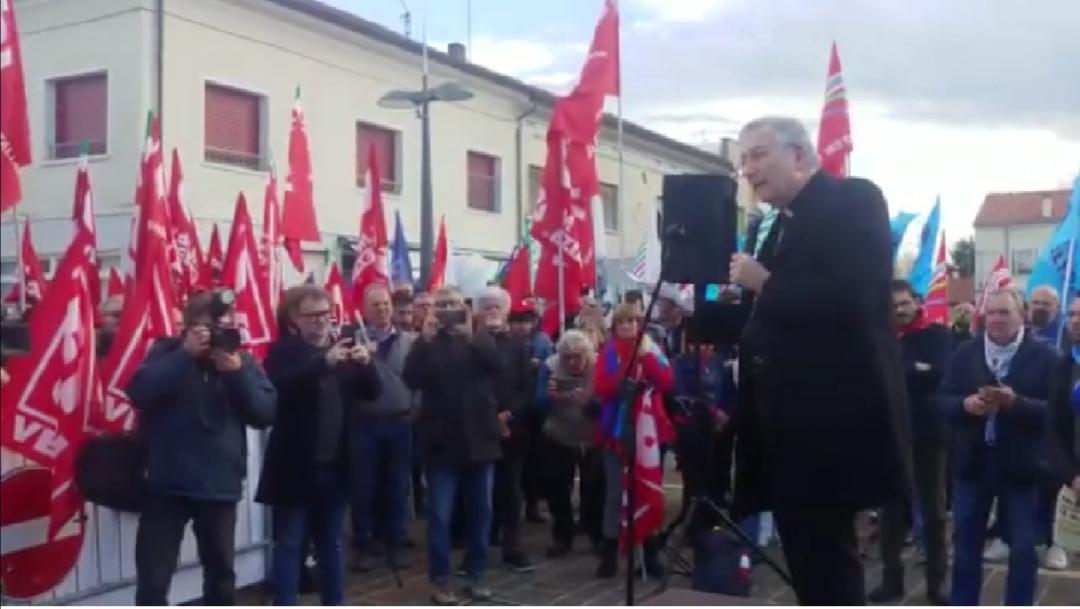
Ad Eraclea al presidio di Legalità contro tutte le mafie con CGIL, CISL, UIL, associazioni di categoria e Camera di Commercio (27 marzo 2023).

Nel febbraio 2019 annuncia il sostegno della Chiesa veneziana alle iniziative antimafia dell'associazione "Libera" di don Luigi Ciotti.
Il 27 marzo 2023 prende parte al presidio di legalità a Eraclea contro tutte le mafie, organizzato dai sindacati CGIL, CISL e UIL, dalle associazioni di categoria e dalla camera di Commercio di Venezia. Dal palco afferma che: «il lavoro è un diritto e non deve diventare un privilegio. Il tessuto sociale non può essere inquinato dalle mafie, se ci sono state delle sofferenze è bene che la società si ritrovi in un presidio dove guardare al passato per costruire un presente diverso». Ricorda inoltre le figure di don Pino Puglisi e don Giuseppe Diana e richiama ciò che pochi giorni prima ha detto a Casal di Principe il presidente della Repubblica, Sergio Mattarella, sull'importanza di ribellarsi alle mafie.

### Pastorale negli istituti penitenziari del patriarcato

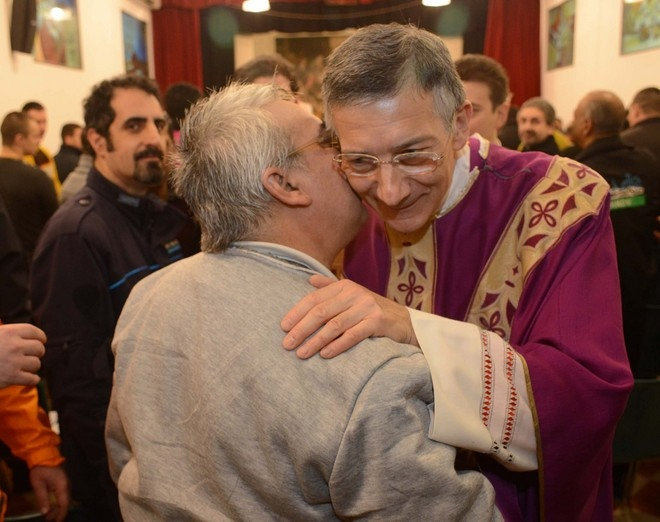
In visita al carcere di Santa Maria Maggiore, abbraccia un detenuto (19 dicembre 2012)

Visita periodicamente le carceri maschili e femminili. Il 29 aprile 2022 dà inizio al primo corso di formazione per i volontari della pastorale nei penitenziari del patriarcato, ritenendo che il volontario «deve guardare in modo benevolo il detenuto e saper far rete con tutti, non deve identificare il detenuto con il suo passato e accompagnarlo a guardare invece alla dignità della sua persona e a tutte le componenti della sua umanità, per aiutarlo a compiere un cammino, nella consapevolezza che anche chi ha compiuto gravi delitti può riscattarsi».

### Donne nella Chiesa
Promuove la partecipazione delle donne, sia consacrate che laiche, alla guida di importanti istituzioni della Chiesa diocesana e di enti di rilievo facenti capo al patriarcato, sino ad allora presieduti da membri del presbiterio diocesano, in particolare nel luglio 2020 nomina economo diocesano, una religiosa della congregazione delle Figlie di San Giuseppe del Caburlotto, nell'ottobre 2020 nomina una laica, presidente del Consiglio di amministrazione dell'Opera Santa Maria della Carità, importante Fondazione che opera nella sanità pubblica accreditata – articolata in una decina di strutture, nata per volere del patriarca Roncalli – che sostiene disabili fisici ed intellettivi, persone con problematiche psichiatriche, malati di Aids, malati non più guaribili e chi ha problemi di dipendenze da droga e alcool.

### Liberazione di Marco Zennaro
Nel giugno 2021 si mobilita nella vicenda di Marco Zennaro, amministratore unico di una piccola impresa veneziana, incarcerato da oltre 70 giorni in condizioni disumane in una prigione del Sudan, a Khartum, ostaggio di Abdallah Ahamed, fedelissimo del generale Mohamed Hamdan Dagalo, vice presidente del Consiglio Sovrano che guida il Paese dopo il colpo di Stato del 2019. Il patriarca aveva preso contatto con il nunzio apostolico in Sudan ed Eritrea, Luís Miguel Muñoz Cárdaba, chiedendo un interessamento «sul piano umanitario e per quanto possibile su quello diplomatico». Il patriarca si era detto «vicino alla famiglia di Marco Zennaro, già informata del suo interessamento e della disponibilità del rappresentante pontificio, e ha assicurato il costante ricordo nella preghiera mentre rimane aperto il contatto con il nunzio apostolico per seguire gli ulteriori sviluppi». Il 14 giugno 2021 viene annunciata la scarcerazione di Zennaro al quale sono stati concessi i domiciliari in un albergo, «dietro una forte pressione della Farnesina e anche del Patriarca di Venezia». Successivamente aveva posto in essere ogni azioni possibile, in particolare mettendo a disposizione le strutture amministrative della diocesi necessarie al raccordo e al coordinamento della raccolta fondi che ha condotto alla definitiva liberazione, Il 12 marzo 2022 infatti la notizia che si attendeva si è concretizzata: dopo 361 giorni di detenzione e di lontananza dalla sua famiglia, Marco Zennaro ritorna nella sua città. Il successivo 16 marzo Marco Zennaro e la sua famiglia vengono accolti presso il Palazzo Patriarcale. Moraglia gli ha così rivolto l'affettuoso e caloroso saluto della Chiesa e della città di Venezia.

### Femminicidi
Ritiene che per arrivare a un rispetto sostanziale della donna serva una rivoluzione culturale.
Intervenuto all'incontro Un passo avanti per la libertà delle donne – Il Parlamento italiano nell'azione di contrasto al femminicidio e alla violenza di genere, organizzato l'8 settembre 2023 al Lido di Venezia dalla Commissione bicamerale d'inchiesta del Parlamento italiano ha detto che «Non basta il rispetto formale della donna: serve un rispetto sostanziale. E giungere a questo rispetto sostanziale è l'obiettivo della rivoluzione culturale cui la nostra società deve puntare».

### Fine vita
Anche in qualità di presidente della Conferenza episcopale triveneta è intervenuto più volte nel dibattito che si è creato in Veneto circa la legge sul fine vita che non è stata approvata in consiglio regionale, nel gennaio 2024, ma anche a livello nazionale.
Ha sostenuto che: «L'esperienza della sofferenza e del dolore, se condivisi, esprimono il volto umano di una società solidale, più amorevole e giusta, attraverso la cura e la quotidiana attenzione verso gli altri. È perciò essenziale promuovere e curare la vita umana in ogni momento, dal primo inizio al naturale spegnersi e per questo si dice un chiaro "no" ad ogni forma di accanimento terapeutico ma anche ad ogni volontà di abbandono terapeutico e, a maggior ragione, al suicidio assistito».
Ha fatto inoltre presente che: «Oggi, poi, lo sviluppo sempre maggiore delle cure palliative rende concreta e praticabile la strada di un accompagnamento dignitoso della persona umana fino alla fine. Tali cure mostrano grandissima efficacia perfino nelle fasi più difficili, alleviando realmente il dolore, combattendo la depressione e recuperando una buona qualità della vita. E tutto questo, francamente, rende ancor più incomprensibile una legge o un regolamento che diano la morte. La questione è che il sistema socio-sanitario e quanti hanno potere e responsabilità a livello politico e amministrativo devono far sì che tali terapie siano più realmente e facilmente fruibili dai cittadini, garantendo risorse e attribuendo valore a ciò che è essenziale, ovvero sostenere la cura e la vita di ogni persona, accompagnare sempre tutti, non abbandonare mai nessuno».

### Intelligenza artificiale
Nel dicembre 2024 rileva che «oggi ci sta dinnanzi una sfida epocale: è quella dell'intelligenza artificiale [...] succede a quella della macchina a vapore, dell'elettricità, del computer. La novità è che essa non solo interagisce con l'uomo ma arriva a metterlo in questione e forse ad abolirlo». Fa inoltre presente che «uno dei grandi padri dell'IA, Geoffrey Hinton, [...] la definisce [...] come una "cosa spaventosa" e si è detto "pentito" di averne favorito, in tutta la sua vita di studioso, la crescita. Questa è la nuova frontiera; non qualcosa di possibile o probabile ma di certo».

### Spostamento delle mense dei poveri
Il 20 dicembre 2016 si oppone al progetto anti-degrado per Mestre dell'amministrazione del sindaco Luigi Brugnaro che vorrebbe spostare le mense dei poveri della diocesi dal centro di Mestre, delocalizzandole e collocandole lontano dalla passeggiata pedonale, creando una "cittadella della povertà". Il patriarca fa presente che: «Una città non può emarginare realtà che appartengono al vivere sociale, se c'è da organizzare meglio le mense, ci impegneremo perché questo avvenga, però portare tutto in un luogo deputato alla carità, quasi come se ci fossero barriere divisive all'interno della comunità civica e sociale, questo no».

### Limitazioni all'ingresso a Venezia
Contrario alle limitazioni all'ingresso a Venezia (numero chiuso o forme di tassazione) introdotte nel 2023 dal sindaco Brugnaro, ritiene infatti che queste potrebbero risultare discriminatorie e arrecare difficoltà alla popolazione residente nei rapporti con amici e parenti che avrebbero il diritto di recarsi a Venezia per visitarli ed incontrarli. Teme che eventuali provvedimenti-filtro nell'entrare e uscire dalla città potrebbero avere sui residenti e sulla percezione esterna un impatto psicologico e che, inoltre, tali misure possano contribuire alla "musealizzazione" di Venezia creandone ancor più l'immagine di "parco turistico". Considera che nonostante tutto, a Venezia c'è ancora una quota di popolazione residente e "viva", fortemente motivata dall'amore che nutre per la sua città, che costituisce la condizione necessaria affinché il capoluogo veneto rimanga vitale come un vero centro abitato e non la quinta di un palcoscenico. Questa gli sembra una condizione irrinunciabile per un turismo consapevole.

## Pubblicazioni
Opere
- Francesco Moraglia, L'uomo destinatario della missione, in Chiesa sempre missionaria, AA.VV., Genova, Facoltà Teologica Italia Settentrionale Sezione di Genova, 1992,  pp. 157-171.
- Francesco Moraglia, Il democraticismo nella Chiesa, in Sacerdozio. Un amore più grande, AA.VV., Cinisello Balsamo, San Paolo Edizioni, 1996,  pp. 85-86.
- Francesco Moraglia e Anna Maria Tripodi, Rosmini tra vangelo e Cultura, Roma, Città Nuova, 1997.
- Francesco Moraglia, È Signore e dà la vita, in Gianfranco Calabrese (a cura di), Lo Spirito Santo Teologo del Popolo di Dio, Casale Monferrato, Piemme, 1997,  pp. 149-191.
- Francesco Moraglia, Rivelazione, fede e mistero di Dio "Padre delle misericordie", in Francesco Moraglia (a cura di), Dio Padre Misericordioso, Genova, Marietti 1820, 1998,  pp. 181-209.
- Francesco Moraglia, Il ruolo positivo dei laici nella missione della Chiesa, in Sacrum Ministerium (Roma 1998) 1,  pp. 8-16.
- Francesco Moraglia, La lettera Apostolica "Ad Tuendam Fidem" e la sua rilevanza per la formazione permanente del clero e per la nuova evangelizzazione, in Sacrum Ministerium, n. 2, Roma, 1998,  pp. 44-51.
- Francesco Moraglia e Maria Antonietta Falchi Pellegrini (a cura di), Genova: i motivi della speranza, Genova, Marietti 1820, 1998.
- Francesco Moraglia e Anna Maria Tripodi (a cura di), Chiesa e Città, Genova, Marietti 1820, 1999.
- Francesco Moraglia, Cristo senso e fondamento della storia. Il "primeggiante", l'unico Salvatore del mondo, in Claudio Doglio (a cura di), Cristo Omega e Alfa, Genova, Marietti 1820, 1999,  pp. 195-229.
- Francesco Moraglia, "La bellezza salverà il mondo". Estetica e teologia, in Franco Ragazzi (a cura di), Via Crucis 2000, Genova, De Ferrari Editore, 2000,  pp. 55-60.
- Francesco Moraglia e Guido Marini, Dio mi basta. Monsignor Tommaso Reggio, Genova, Marietti 1820, 2000.
- Francesco Moraglia, Il diacono San Lorenzo ai diaconi del nuovo millennio, in Sacrum Ministerium (Roma 2000) 1,  pp. 90-107.
- Francesco Moraglia, Direttorio per il ministero e la vita dei presbiteri. Riflessione teologica, in Mauro Piacenza (a cura di), Sacerdoti per il terzo millennio, Genova-Milano, Marietti 1820, 2003,  pp. 115-120.
- Francesco Moraglia, Santa Caterina, teologa del purgatorio. Fedeltà alla Chiesa e originalità di un pensiero, prefazione del cardinale Tarcisio Bertone, Genova, Centro Studi Cateriniani, 2004.
- Francesco Moraglia, Rosmini e Newman, un confronto con la modernità, a cura di Anna Maria Tripodi, Atti del Convegno, presentazione del cardinale Tarcisio Bertone, Genova, Il Cittadino, 2006.
- Francesco Moraglia, Cum Maria Matre Iesu, Diocesi della Spezia-Sarzana-Brugnato, Omelie del Vescovo S.E. Mons. Francesco Moraglia nei pellegrinaggi mariani (2008-2012), Carrara, CRD Edizioni, 2012.
- Francesco Moraglia, So in chi ho posto la mia fede, Venezia, Edizioni C.I.D. s.r.l., 2012.
- Francesco Moraglia, La fede cristiana in un contesto di secolarizzazione diffusa, Venezia, Edizioni C.I.D. s.r.l., 2013.
- Francesco Moraglia, Invito alla dottrina sociale della Chiesa, Venezia, Edizioni C.I.D. s.r.l., 2013.
- Francesco Moraglia, Famiglia e città degli uomini. Società, lavoro e bene comune, Venezia, Edizioni C.I.D. s.r.l., 2013.[174]
- Francesco Moraglia, Una fede amica dell'uomo, Siena, Cantagalli, 2013.[175]
- Francesco Moraglia, Atti degli apostoli, gli inizi della chiesa, Siena, Cantagalli, 2013.[176][177][178]
- Francesco Moraglia, Se la Chiesa non assume i sentimenti di Gesù, Venezia, Marcianum Press, 2016.
- Francesco Moraglia e Adelchi d'Ippolito, Misericordia e giustizia si incontreranno?, Venezia, Marcianum Press, 2016.[179]
- Francesco Moraglia, Incontro al Risorto, Venezia, Marcianum Press, 2017.[66]
- Francesco Moraglia, L'amore di Cristo ci possiede, il primo annuncio nella vita della chiesa, Venezia, Marcianum Press, 2018.[174][180]
- Francesco Moraglia, Il più piccolo di tutti i semi, lettera sul seminario patriarcale, Venezia, Cid - Gente Veneta, 2018.
- Francesco Moraglia, Via Crucis la sapienza della Croce, Venezia, Marcianum Press, 2019.
- Francesco Moraglia, Ritornare alla Persona, ripensare la storia - Omelie in tempo di pandemia, Cinisello Balsamo, San Paolo Edizioni, 2020.
- Francesco Moraglia, Vi fu una festa di nozze in Cana di Galilea. Lettera per accompagnare l'anno "Famiglia Amoris laetitia", Venezia, Cid - Gente Veneta, 2021.
- Francesco Moraglia, Con l'olio della gioia – Meditazioni ai sacerdoti, Venezia, Marcianum Press, 2022.
- Francesco Moraglia, Desiderare il bene - appunti per un discernimento comunitario in vista dei prossimi "cantieri" del Cammino sinodale, Venezia, Edizioni CID s.r.l. - Gente Veneta, 2022.
- Francesco Moraglia, Ministeri istituiti a servizio della Chiesa - Lettera del Patriarca, Venezia, Edizioni CID s.r.l. - Gente Veneta, 2023.

Programmi televisivi
- Francesco Moraglia, Luca De Mata e Marco De Gioia (a cura di), Quel giorno a Nazareth. Storia della Chiesa cattolica, documentario televisivo in 20 puntate, prodotto dall'Istituto Luce per la RAI, Roma, 2005.

## Araldica
| Stemma | Blasonatura |
| ------ | --- |
|        | Stemma vescovile: D'azzurro alla muraglia d'argento, merlata di cinque alla guelfa e aperta d'oro; sormontata da una stella di otto raggi d'oro; le nappe, in numero di dodici, sono disposte sei per parte, in tre ordini di 1, 2, 3. Sotto lo scudo, nella lista svolazzante d'argento, il motto in lettere maiuscole di nero: CUM MARIA MATRE IESU. |
|        | Stemma patriarcale: D'azzurro alla muraglia d'argento, mattonata di nero, merlata di cinque alla guelfa; aperta d'oro e sostenuta dal mare di azzurro ondato d'argento, caricato di un'ancora di nero in banda, a tre uncini e con la gomena di rosso, il tutto sormontato da una stella di otto raggi d'oro; al capo patriarcale di Venezia: d'argento al leone passante, alato e nimbato, tenente con la zampa anteriore destra il libro aperto recante le parole nella prima facciata, in quattro righe, PAX TIBI MARCE, nella seconda facciata, similmente in quattro righe, EVANGELISTA MEUS, il tutto al naturale, con la scritta in lettere maiuscole romane di nero. Lo scudo, accollato ad una croce astile patriarcale d'oro, trifogliata, posta in palo, è timbrato da un cappello con cordoni e nappe di verde. Le nappe, in numero di trenta, sono disposte quindici per parte, in cinque ordini di 1, 2, 3, 4, 5. Sotto la scudo, accollato con il pallio, nella lista bifida e svolazzante d'argento, il motto in lettere maiuscole di nero: CUM MARIA MATRE IESU. |

### Descrizione dello stemma
Nello stemma patriarcale di Moraglia appare nella parte superiore il capo patriarcale di san Marco. Esso presenta, come da tradizione, il leone marciano, al naturale, col libro e su campo argento. Nella parte inferiore, su campo azzurro, una stella a otto raggi, simboleggiante la Vergine Maria (mentre le otto punte si riferiscono al numero delle beatitudini), sovrasta delle mura merlate (richiamanti il cognome stesso del patriarca), alla cui base è presente il mare con un'ancora la cui estremità superiore del fusto, al di sopra del ceppo, forma la lettera "P", l'iniziale di Pietro, Principe degli Apostoli, ciò per richiamare il legame con il Vicario di Cristo in terra.
Il motto, Cum Maria matre Iesu (Con Maria madre di Gesù), è un versetto facente parte di un passo scritturistico in cui viene presentato l'evento della Pentecoste in cui la Chiesa si è manifestata al mondo; Maria, la madre di Gesù, è circondata dagli apostoli e dai discepoli, nell'attesa del compimento della promessa del Signore: il dono dello Spirito Santo.
Maria – madre di Gesù e della Chiesa – è titolo strettamente legato al Concilio Ecumenico Vaticano II; infatti papa Giovanni XXIII, nella costituzione apostolica Humanae Salutis d'indizione del Concilio, ne affidava i lavori alla Vergine Maria e faceva riferimento proprio a questo testo degli Atti (Cfr EV I, 23). L'espressione "Cum Maria Matre Iesu" era anche stata richiamata dallo stesso pontefice il 22 febbraio 1962, in occasione della presentazione alla Curia romana e al Collegio cardinalizio della costituzione apostolica Veterum Sapientia. In seguito il Concilio nella costituzione dogmatica Lumen Gentium, presentava l'intera dottrina sulla Chiesa dedicando, l'intero ottavo capitolo, alla Vergine Maria contemplata nel mistero di Cristo e della Chiesa. Inoltre, papa Paolo VI, nel giorno in cui veniva promulgata la costituzione sulla Chiesa, nel discorso di chiusura del terzo periodo – il 21 novembre 1964 – proclamava Maria "Madre della Chiesa", vale a dire, madre di tutto il popolo di Dio: dei fedeli e dei pastori, che la chiamano Madre amorosissima (EV I, 306). Infine, alla luce di quanto detto, rivestono particolare significato le parole di Paolo VI: "Quanto a Noi, come siamo entrati nell'aula conciliare dietro l'invito di Giovanni XXIII, l'11 ottobre 1961, insieme "cum Maria, Matre Iesu", così al termine della terza sessione, usciamo da questo stesso tempio nel nome santissimo e soavissimo di Maria Madre della Chiesa (EV I, 313).
È, quindi, a Maria, madre della Chiesa, che il vescovo Moraglia – sulla scorta della Sacra Scrittura, della Tradizione e del Magistero – ha inteso affidare se stesso e il suo ministero a favore della Chiesa.

## Onorificenze

### Riconoscimenti
- Il 29 dicembre 2009 il quotidiano Il Secolo XIX, su indicazione unanime degli opinion leader della città della Spezia, lo designa come "Spezzino dell'anno, Uomo simbolo del 2009" «per l'impegno verso il mondo del lavoro e del sociale in difficoltà»[189].
- Il 15 marzo 2012 il Consiglio Comunale della Spezia, riunito in seduta straordinaria, all'unanimità gli conferisce la cittadinanza onoraria per le seguenti ragioni: «Il Consiglio Comunale, il Sindaco, e soprattutto La Città di La Spezia vogliono rendergli omaggio con il conferimento della cittadinanza onoraria, perché Mons. Francesco Moraglia ha svolto la sua missione con dedizione, amore e vicinanza nei confronti della nostra comunità, rimanendo sempre vicino alle persone nei momenti difficili; non possiamo dimenticare la partecipazione continua alla vita della città, alle sue problematiche e soprattutto non possiamo non ricordare la sua costante presenza nei luoghi del nostro territorio devastati dalla recente alluvione, per cercare di dare conforto alla popolazione gravemente colpita; è riuscito a costruire nel breve tempo della sua permanenza, un legame saldo e forte con la città della Spezia e con i suoi cittadini»[190][191][192][193].
- Il 10 novembre 2018 a Monastier, in provincia di Treviso, è premiato con il Premio internazionale Giovanni Paolo II. Il riconoscimento, promosso dall'associazione socio-culturale Aglaia, gli è stato conferito perché «al centro della sua azione pastorale pone le persone in condizione di maggiore fragilità, sia personale (giovani, carcerati, donne vittime di violenza), sia legata alla crisi economica che segna profondamente il territorio diocesano»[194].
- Il 13 settembre 2020 il capitolo generale ordinario della Scuola Grande di San Giovanni Evangelista di Venezia, lo aggrega alla Scuola quale membro onorario in quanto, si legge nella motivazione, «nell'importante azione pastorale che viene svolgendo nel Patriarcato, pone impegno tutto particolare per affermare i valori della carità e della solidarietà».
- Il 10 dicembre 2021, presso il Palazzo della Regione Veneto, il comitato dell'Ordine del Leone d'Oro di Venezia, con il patrocinio della stessa Regione Veneto, gli conferisce il gran premio internazionale Leone d'Oro per la pace con la seguente motivazione: «per la sua opera pastorale, ma anche per il suo impegno a fianco della città, in questo momento così difficile: dall'Acqua Granda del 2019 alla pandemia, la voce del Patriarca si è fatta sentire forte a sostenere i più giovani e bisognosi»[195].

## Genealogia episcopale e successione apostolica
La genealogia episcopale è:
- Cardinale Scipione Rebiba
- Cardinale Giulio Antonio Santori
- Cardinale Girolamo Bernerio, O.P.
- Arcivescovo Galeazzo Sanvitale
- Cardinale Ludovico Ludovisi
- Cardinale Luigi Caetani
- Cardinale Ulderico Carpegna
- Cardinale Paluzzo Paluzzi Altieri degli Albertoni
- Papa Benedetto XIII
- Papa Benedetto XIV
- Papa Clemente XIII
- Cardinale Enrico Benedetto Stuart
- Papa Leone XII
- Cardinale Chiarissimo Falconieri Mellini
- Cardinale Camillo Di Pietro
- Cardinale Mieczysław Halka Ledóchowski
- Cardinale Jan Maurycy Paweł Puzyna de Kosielsko
- Arcivescovo Józef Bilczewski
- Arcivescovo Bolesław Twardowski
- Arcivescovo Eugeniusz Baziak
- Papa Giovanni Paolo II
- Cardinale Carlo Maria Martini, S.I.
- Cardinale Dionigi Tettamanzi
- Cardinale Angelo Bagnasco
- Patriarca Francesco Moraglia

La successione apostolica è:
- Vescovo Riccardo Battocchio (2025)